# The Oval (Belfast)

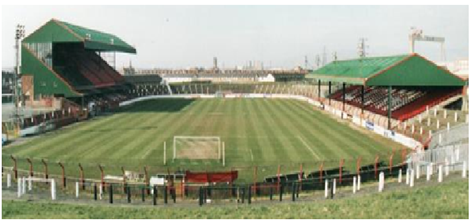
The Oval

The Oval es un estadio de fútbol en Belfast (Irlanda del Norte) Reino Unido. Es el campo del Glentoran.

## Historia
Glentoran utilizó por primera vez The Oval en 1892. En 1941, The Oval fue bombardeada en el Blitz y estaba fuera de uso hasta el año 1948, cuando fue reconstruido con la ayuda de Distillery y Crusaders.